# مالمو ۱۰۵۵۰
سیارک ۱۰۵۵۰ (به انگلیسی: 10550 Malmo، نامگذاری:1992RK7) ده هزار و پانصد و پنجاهمین سیارک کشف شده‌است که در ۲ سپتامبر ۱۹۹۲ کشف شد.
قدر مطلق سیارک برابر ۱۴٫۱۰ است.